# Фред і Джордж Візлі
Фред і Джордж Візлі (англ. Fred and George Weasley) — брати-близнюки, персонажі книг Джоан Ролінґ про Гаррі Поттера.
Народилися 1 квітня 1978 року. Фред і Джордж стали четвертою та п’ятою дітьми в родині Візлі.  
Звісно, братів легко переплутати. Тому Фред і Джордж жартують над іншими завдяки своїй зовнішності.
|  | - Фред, ти наступний, — звеліла пухкенька жіночка - Я не Фред, а Джордж, — обурився хлопець. – Шановна, і ви ще називаєте себе нашою мамою? Невже ви не бачите, що я Джордж? - Вибач, любий Джордже. - Жартую, я Фред, — усміхнувся хлопець і пішов. |

## Навчання у Гоґвортсі
У 1989 вступили до Гоґвортсу (гуртожиток Ґрифіндор). Звісно ж, у приклад близнюкам ставили їх старших братів, що встигли зарекомендувати себе здібними учнями Гоґвортсу. Проте майбутнє вдалого міністерського працівника, що відмінно закінчив школу, — не для Фреда і Джорджа. Головні їх риси – невгамовне почуття гумору, непосидючість та дивовижна кмітливість. З таким розкладом про систематичне виконування домашніх завдань та гарні оцінки можна було забути: сидіти над підручниками – справжній сором для братів, тому до цієї невдячної справи вони вдавалися якомога рідше. Натомість брати отримали загальну любов серед учнів Гоґвортсу та славу бешкетників, рівних славнозвісній четвірці Муні, Червохвоста, Гультяя та Золоторога. 
Фред і Джордж знають таємні ходи Гоґвортсу краще за Арґуса Філча. За роки навчання встигли досконало дослідили всі секрети будівлі (окрім, напевно, Таємної кімнати). 
Активні клієнти крамниці «Зонко» та користувачі продукції Флібустьєра, Фреду та Джорджеві в кабінеті Філча поруч з особистими справами решти порушників гоґвортських правил була виділена окрема шухляда. 
Проявили себе як здібні спортсмени: братів було обрано відбивачами ґрифіндорської збірної з квідичу. Окрім виконання своїх безпосередніх обов’язків, Візлі також влаштовували бенкети з приводу вдалих матчів команди.

## Характери
Надзвичайно цінують родинні зв’язки. Підбадьорювали молодшу сестру Джіні, коли та була першокурсницею в Гоґвортсі: за допомогою чарів вкривали своє тіло то шерстю, то виразками, і зненацька вискакували на неї з-поза статуй.
З радістю носять светри, що в’яже для них мама (це постійні подарунки для всіх членів родини, а також для Гаррі Поттера). На светрах братів можна побачити перші літери їх імен:
|  | - У тебе нічого не написано, - зауважив Джордж Ронові. – Вона, мабуть, думає, що ти й так не забудеш своє ім’я. Але ж і ми не дурні, чудово знаємо, що нас звати Дред і Фордж. |

З розумінням підходять до дивацтв свого батька, а Артур Візлі часто цікавиться і навіть пишається витівками Фреда та Джорджа (на відміну від їхньої мати). Молі Візлі зберігає цілісність родини за допомогою дотримання правил. Тому, звісно, бешкетування Фреда та Джорджа її засмучують і дратують (а інколи й справді гнівають) – вона постійно просить синів поводитись спокійніше:
|  | - А ви обидва…дивіться мені, поводьтеся цього разу чемно. Якщо я отримаю ще одну сову з повідомленням, що ви…висадили в повітря туалет або… - Висадили туалет? Та ми до нього й близько не підходимо! - Але ідея чудова. Дякуємо, мамо. |

Понад усе не люблять в людях пихатість. Тому часто знущаються зі старшого брата – Персі – «Велике Цабе», що понад усе піклується про свою майбутню кар’єру:
|  | - О, то ти вже староста, Персі? – здивовано запитав один із близнюків – Чого ж ти нам нічого не сказав? Ми навіть не здогадувались. - Стривай, здається, він щось казав, - встряв інший близнюк. – Одного разу... - Або й двічі... - Одну хвилинку... - Цілісіньке літо... |

‎Завершальний феєрверк Фреда та Джорджа в Гоґвортсі

Фред і Джордж стовідсоткові оптимісти, адже у будь-якій події здатні побачити щось добре і веселе та здобути із ситуації для себе користь. 
Коли Гаррі Поттера вважали нащадком Слизерина та звинувачували у нападах на кішку Місис Норіс та Коліна Кріві, Фредові й Джорджу все це здавалося дуже кумедним. Вони аж зі шкіри пнулися, щоб мати змогу пройти коридорами поперед Гаррі, вигукуючи: «Дорогу спадкоємцеві Слизерина! Наближається найжахливіший чаклун!» Фред голосно запитував у Гаррі, на кого він планує напасти наступного разу, а Джордж вдавано захищався від нього зубчиком часнику.
Заради відновлення справедливості, помсти не нехтують бійкою.
Наприклад, коли в одній п'ятій книзі Драко Мелфой ображав родину Візлі та батьків Гаррі Поттера, Джордж кинувся на нього, а Фреда ледве втримали. За це їм було заборонено грати у квідич Долорес Амбридж.
Для близнюків головне — це характер людини, її вчинки, а не кров або гроші. Тому вони підтримували Орден Фенікса у боротьбі із Волдемортом, вступили до Дамблдорової Армії.

## Робота
Мати братів мріяла, щоб Фред і Джордж, як і батько, стали міністерськими працівниками, проте це занадто нудна для них справа. Тому вони ще в школі почали займатися власним бізнесом - продавали веселі та кмітливі речі власного виробництва. Завдяки грошам Гаррі Поттера, після школи змогли відкрити власну крамницю на алеї Діаґон. До речі, школи Фред і Джордж так і не закінчили, оскільки, на відміну від решти учнів, не захотіли миритися із диктатурою Долорес Амбридж у школі. Близнюки пішли зі школи ефектно: вони начаклували на третьому поверсі болото, яке довго не могли знищити, підмовили Полтерґейста Півза, щоб той ні на крок не відступав від новоявленої директорки Гоґвортсу, а також зірвали уроки у школі дивовижним феєрверком, після чого полетіли додому на мітлах.
Проте крамниця братів "Відьмацькі витівки Візлів" стала напрочуд прибутковою, завоювала дивовижну популярність, тому Моллі Візлі змушена була прийняти вибір синів.

## Походження
|                          |                          |                          |                          |                          |                          |  |  |              |              |              |              |                |                |                |                |                |                |                |                |                |                |               |               |               |               |             |             |               |               |               |               |               |               |             |             |                 |                 |                 |                 |                 |                 |               |               |               |               |               |               |               |               |               |               |               |               |
|                          |                          |                          |                          |                          |                          |  |  |              |              |              |              |                |                |                |                |                |                |                |                |                |                |               |               |               |               |             |             |               |               |               |               |               |               |             |             |                 |                 |                 |                 |                 |                 |               |               |               |               |               |               |               |               |               |               |               |               |
|                          |                          |                          |                          |                          |                          |  |  |              |              |              |              |                |                |                |                |                |                |                |                |                |                |               |               |               |               |             |             |               |               |               |               |               |               |             |             |                 |                 |                 |                 |                 |                 |               |               |               |               |               |               |               |               |               |               |               |               |
|                          |                          |                          |                          |                          |                          |  |  |              |              |              |              |                |                |                |                |                |                |                |                |                |                |               |               |               |               |             |             |               |               |               |               |               |               |             |             |                 |                 |                 |                 |                 |                 |               |               |               |               |               |               |               |               |               |               |               |               |
|                          |                          |                          |                          |                          |                          |  |  |              |              |              |              | Септимус Візлі | Септимус Візлі | Септимус Візлі | Септимус Візлі | Септимус Візлі | Септимус Візлі |                |                | Цедрелла Блек  | Цедрелла Блек  | Цедрелла Блек | Цедрелла Блек | Цедрелла Блек | Цедрелла Блек |             |             | Містер Превет | Містер Превет | Містер Превет | Містер Превет | Містер Превет | Містер Превет |             |             | Ігнатіус Превет | Ігнатіус Превет | Ігнатіус Превет | Ігнатіус Превет | Ігнатіус Превет | Ігнатіус Превет |               |               | Лукреція Блек | Лукреція Блек | Лукреція Блек | Лукреція Блек | Лукреція Блек | Лукреція Блек |               |               |               |               |
|                          |                          |                          |                          |                          |                          |  |  |              |              |              |              | Септимус Візлі | Септимус Візлі | Септимус Візлі | Септимус Візлі | Септимус Візлі | Септимус Візлі |                |                | Цедрелла Блек  | Цедрелла Блек  | Цедрелла Блек | Цедрелла Блек | Цедрелла Блек | Цедрелла Блек |             |             | Містер Превет | Містер Превет | Містер Превет | Містер Превет | Містер Превет | Містер Превет |             |             | Ігнатіус Превет | Ігнатіус Превет | Ігнатіус Превет | Ігнатіус Превет | Ігнатіус Превет | Ігнатіус Превет |               |               | Лукреція Блек | Лукреція Блек | Лукреція Блек | Лукреція Блек | Лукреція Блек | Лукреція Блек |               |               |               |               |
|                          |                          |                          |                          |                          |                          |  |  |              |              |              |              |                |                |                |                |                |                |                |                |                |                |               |               |               |               |             |             |               |               |               |               |               |               |             |             |                 |                 |                 |                 |                 |                 |               |               |               |               |               |               |               |               |               |               |               |               |
|                          |                          |                          |                          |                          |                          |  |  |              |              |              |              |                |                |                |                |                |                |                |                |                |                |               |               |               |               |             |             |               |               |               |               |               |               |             |             |                 |                 |                 |                 |                 |                 |               |               |               |               |               |               |               |               |               |               |               |               |
| Містер та Місіс Делякури | Містер та Місіс Делякури | Містер та Місіс Делякури | Містер та Місіс Делякури | Містер та Місіс Делякури | Містер та Місіс Делякури |  |  | Біліус Візлі | Біліус Візлі | Біліус Візлі | Біліус Візлі | Біліус Візлі   | Біліус Візлі   |                |                | «Містер Візлі» | «Містер Візлі» | «Містер Візлі» | «Містер Візлі» | «Містер Візлі» | «Містер Візлі» |               |               | Артур Візлі   | Артур Візлі   | Артур Візлі | Артур Візлі | Артур Візлі   | Артур Візлі   |               |               | Молі Превет   | Молі Превет   | Молі Превет | Молі Превет | Молі Превет     | Молі Превет     |                 |                 | Ґідеон Превет   | Ґідеон Превет   | Ґідеон Превет | Ґідеон Превет | Ґідеон Превет | Ґідеон Превет |               |               | Фабіан Превет | Фабіан Превет | Фабіан Превет | Фабіан Превет | Фабіан Превет | Фабіан Превет |
| Містер та Місіс Делякури | Містер та Місіс Делякури | Містер та Місіс Делякури | Містер та Місіс Делякури | Містер та Місіс Делякури | Містер та Місіс Делякури |  |  | Біліус Візлі | Біліус Візлі | Біліус Візлі | Біліус Візлі | Біліус Візлі   | Біліус Візлі   |                |                | «Містер Візлі» | «Містер Візлі» | «Містер Візлі» | «Містер Візлі» | «Містер Візлі» | «Містер Візлі» |               |               | Артур Візлі   | Артур Візлі   | Артур Візлі | Артур Візлі | Артур Візлі   | Артур Візлі   |               |               | Молі Превет   | Молі Превет   | Молі Превет | Молі Превет | Молі Превет     | Молі Превет     |                 |                 | Ґідеон Превет   | Ґідеон Превет   | Ґідеон Превет | Ґідеон Превет | Ґідеон Превет | Ґідеон Превет |               |               | Фабіан Превет | Фабіан Превет | Фабіан Превет | Фабіан Превет | Фабіан Превет | Фабіан Превет |
|                          |                          |                          |                          |                          |                          |  |  |              |              |              |              |                |                |                |                |                |                |                |                |                |                |               |               |               |               |             |             |               |               |               |               |               |               |             |             |                 |                 |                 |                 |                 |                 |               |               |               |               |               |               |               |               |               |               |               |               |
|                          |                          |                          |                          |                          |                          |  |  |              |              |              |              |                |                |                |                |                |                |                |                |                |                |               |               |               |               |             |             |               |               |               |               |               |               |             |             |                 |                 |                 |                 |                 |                 |               |               |               |               |               |               |               |               |               |               |               |               |
| Габріель Делякур         | Габріель Делякур         | Габріель Делякур         | Габріель Делякур         | Габріель Делякур         | Габріель Делякур         |  |  | Флер Делякур | Флер Делякур | Флер Делякур | Флер Делякур | Флер Делякур   | Флер Делякур   |                |                | Білл Візлі     | Білл Візлі     | Білл Візлі     | Білл Візлі     | Білл Візлі     | Білл Візлі     |               |               | Персі Візлі   | Персі Візлі   | Персі Візлі | Персі Візлі | Персі Візлі   | Персі Візлі   |               |               |               |               |             |             |                 |                 |                 |                 | Рон Візлі       | Рон Візлі       | Рон Візлі     | Рон Візлі     | Рон Візлі     | Рон Візлі     |               |               |               |               |               |               |               |               |
| Габріель Делякур         | Габріель Делякур         | Габріель Делякур         | Габріель Делякур         | Габріель Делякур         | Габріель Делякур         |  |  | Флер Делякур | Флер Делякур | Флер Делякур | Флер Делякур | Флер Делякур   | Флер Делякур   |                |                | Білл Візлі     | Білл Візлі     | Білл Візлі     | Білл Візлі     | Білл Візлі     | Білл Візлі     |               |               | Персі Візлі   | Персі Візлі   | Персі Візлі | Персі Візлі | Персі Візлі   | Персі Візлі   |               |               |               |               |             |             |                 |                 |                 |                 | Рон Візлі       | Рон Візлі       | Рон Візлі     | Рон Візлі     | Рон Візлі     | Рон Візлі     |               |               |               |               |               |               |               |               |
|                          |                          |                          |                          |                          |                          |  |  |              |              |              |              |                |                |                |                |                |                |                |                |                |                |               |               |               |               |             |             |               |               |               |               |               |               |             |             |                 |                 |                 |                 |                 |                 |               |               |               |               |               |               |               |               |               |               |               |               |
|                          |                          |                          |                          |                          |                          |  |  |              |              |              |              |                |                |                |                |                |                |                |                |                |                |               |               |               |               |             |             |               |               |               |               |               |               |             |             |                 |                 |                 |                 |                 |                 |               |               |               |               |               |               |               |               |               |               |               |               |
|                          |                          |                          |                          |                          |                          |  |  |              |              |              |              | Вікторія Візлі | Вікторія Візлі | Вікторія Візлі | Вікторія Візлі | Вікторія Візлі | Вікторія Візлі |                |                | Чарлі Візлі    | Чарлі Візлі    | Чарлі Візлі   | Чарлі Візлі   | Чарлі Візлі   | Чарлі Візлі   |             |             | Фред Візлі    | Фред Візлі    | Фред Візлі    | Фред Візлі    | Фред Візлі    | Фред Візлі    |             |             | Джордж Візлі    | Джордж Візлі    | Джордж Візлі    | Джордж Візлі    | Джордж Візлі    | Джордж Візлі    |               |               | Джіні Візлі   | Джіні Візлі   | Джіні Візлі   | Джіні Візлі   | Джіні Візлі   | Джіні Візлі   |               |               |               |               |